# Žena u okna
Žena u okna (v originále Une femme à sa fenêtre) je francouzsko-německo-italský hraný film z roku 1976, který režíroval Pierre Granier-Deferre podle románu francouzského spisovatele Pierra Drieu la Rochelle. Snímek měl světovou premiéru dne 10. listopadu 1976.

## Děj
Manželé Rico a Margot Santorini se už nemilují. Rico má nemanželské vztahy, Margot čeká na velkou lásku. V roce 1936 žije nudný život vyšší střední třídy. Jedné horké srpnové noci se Margot ze svého okna stane svědkem honu na muže, což změní její osud.
Ukryje ve svém pokoji uprchlíka Michela Boutrose, aktivistu proti nepřátelskému režimu u moci a pronásledovaného policií. Odvaha, idealismus a lidskost tohoto muže ji uhrane a ona se do něj bláznivě zamiluje. Ukryje Michela před policejními prohlídkami. Nechá ho zaměstnat jako řidiče u průmyslníka Malfosse. Poté spolu navždy zmizí. V roce 1967 se mladá žena, dcera Michela a Margot, vrací do Řecka na místo, kde se její rodiče poznali.

## Obsazení
| Romy Schneider   | Margot Santorini / její dcera |
| Philippe Noiret  | Raoul Malfosse                |
| Victor Lanoux    | Michel Boutros                |
| Umberto Orsini   | Rico Santorini                |
| Gastone Moschin  | Primoukis                     |
| Delia Boccardo   | Dora Cooper                   |
| Martine Brochard | Avghi                         |
| Joachim Hansen   | Stahlbaum                     |
| Carl Möhner      | Van Pahlen                    |
| Vassilis Kolovos | Andréas                       |
| Paul Müller      | ředitel                       |
| Jean Martin      | Pierre Drieu la Rochelle      |
| Jeanne Herviale  | služebná u Drieu la Rochelle  |

## Ocenění
- César: nominace v kategoriích nejlepší herečka (Romy Schneider) a nejlepší střih (Jean Ravel)